# 桑迪 (印度)
桑迪（Sandi），是印度北方邦Hardoi县的一个城镇。总人口23233（2001年）。

## 人口
该地2001年总人口23233人，其中男性12490人，女性10743人；0—6岁人口4014人，其中男2149人，女1865人；识字率49.17%，其中男性为56.20%，女性为40.99%。